# ریوتا ایوابوچی
ریوتا ایوابوچی (انگلیسی: Ryota Iwabuchi؛ زادهٔ ۲۶ آوریل ۱۹۹۰) بازیکن فوتبال اهل ژاپن است.